# 休克
休克（shock）即急性循环衰竭（acute circulatory failure），是机体在受到各种严重致病因素侵袭后，全身有效循环血量急剧减少、组织灌注严重不足，导致细胞缺氧，进而各重要脏器代谢紊乱、功能障碍、结构损害的全身性病理生理变化及临床病程。休克属于一种由多种病因引起急性循环功能衰竭，全身性危重病理过程的综合征。典型表现是面色苍白、四肢湿冷、血压降低、脉搏微弱、神志模糊。
休克為内外妇儿科臨床上常见的急性危重病症，在战场上也十分常见。一般人普遍認為休克專指低血壓的狀況，然而以定義而言，休克其實指身體的血液循環不夠，造成組織氧氣供應不足，所造成的一種狀態。在这种状态下，全身有效血流量减少，微循环出现障碍，导致灌流的供氧量与供液量不足，重要维生器官缺血缺氧。
人的血管容量为20升，这比人身上的5升血液要多得多。若30%以上的毛细血管同时通透性增加或扩张，其效果无异于失血。当人体失血超过20%，即可出现休克。倘若失血超过50%，即可致死。因此对休克的治疗是需要争分夺秒的。

## 对休克的研究史
18世纪，Henri Francois Le Dran提出休克一词，并指这是机体创伤后的一种状态。
19世纪，Grile通过实验，提出“休克是由血管运动中枢麻痹所致。”
20世纪，系统的研究表明，休克乃循环功能急剧障碍所致。1960年代，克拉倫斯·沃爾頓·李拉海提出，休克的关键环节是微循环衰竭。
现在，通过生物化学和病理生理学对休克的研究，人们更清楚了解到休克的机制和发生过程。

## 休克种类与原因

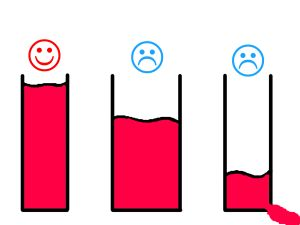
休克种类图示，左：正常血管；中：血管扩张、分布性休克；右：低血容量休克，失血引起

休克可分为四种类型，但实际中经常遇到的是其混合形式。
- 心因性休克－心脏已不再能提供足够的心输出量：心肌梗塞，心绞痛，心脏机能不全，心律失常，高血压
- 低血容量性休克－绝对低血容量
  - 体液流失：中暑，烧伤，腹泻和呕吐。
  - 出血：意外和受伤引起的出血性休克。
- 血液分布失常性休克－相对低血容量
  - 敗血性休克：血中毒
  - 過敏性休克：生机体对药物，昆虫毒物（如蜂），食物，花粉，猫毛等物质作过激反应。
  - 神经源性休克（英语：Neurogenic shock）：植物神经系统反应过激，如心理方面的影响，受伤和神经系统疾病或中毒。血管会扩张导致相对低血容量的发生。（见：血管迷走性晕厥）
  - 脊髓休克（英语：Spinal shock）是神经源性休克的一种特殊形式，如截瘫。
- 血液阻塞性休克－循环系统障碍 （心脏，血管），由于内部阻塞或外部挤压造成：心包积液，肺栓塞，气胸，低血压，血栓症。
  - 中毒性休克：中毒，根据其毒素和病理特征回归到上面所述的休克种类中，大部分为心源性或分布失常性休克。

## 徵候
由于导致休克的原因不同，其徵候也有不同之处。以下的症状并不一定全部出现：
- 冷汗
- 惊惧状态
- 苍白或发蓝的皮肤颜色 （发绀）
- 微血管回填充時間 （按指甲，观察其复红时间）
- 意识受阻直至昏迷
- 冷漠，不安，骚动
- 脉搏加快 （心搏过速），如成人超过100下每分钟。同时脉搏弱，难感知
- 尿量减少 （少尿至尿潴留）
- 休克时也可能出现高血压值，特别是有高血压病史的病人，血压的突然下降会导致血流灌注下降。
- 有时，一个人的血压正常，但仍然可能出现（血液）循环性休克，因此血压并不总是合适的指标。[6]

## 休克三期
休克的过程可根据其微循环特征分为三期：缺血缺氧期，淤血缺氧期和DIC（弥散性血管内凝血）期。但有些休克并不一定都经历了这三期。

### 缺血缺氧期
即休克早期。缺血缺氧期指的是由于失血、失液、烧伤等导致机体有效循环血量绝对不足引起的组织供血供氧不足。机体通过实行“自我输血”和“自我输液”，保证回心血量。除心脑血管外，全身血管收缩保证外周血压相对正常。心脑供血并无明显障碍。该期又称为代偿期

### 淤血缺氧期
休克病因未消。组织持续缺血缺氧，乳酸等扩血管物质增多，血管扩张，血液重分布，微血管和后微动脉痉挛减弱而导致血液聚集在外周血管出现淤血。血液滞留在腹腔器官中，心脑供血下降明显。此期又称休克期。

### DIC期
又称微循环衰竭期或休克难治期。该期中微循环血管平滑肌麻痹扩张，血流停止。凝血系统被激活，广泛微血栓形成，继而引起多功能系统衰竭。微血管对血管活性物质无反应性。

## 微血管收缩
微血管的收缩是休克的重要环节，其在休克中有以下变化：
- 毛细血管前后阻力增加，血管运动加剧。
- 真毛细血管网关闭
- 少灌少流
- 动静脉吻合支开放。

导致其出现的化学物质有：
- 儿茶酚胺增多
- 血管紧张素II增多
- 血管加压素增多
- 血栓素增多
- 白三烯增多
- 心肌抑制因子增多
- 内皮素（英语：Endothelin）增多

## 器官功能衰竭
由于休克过程中，血流量的变化，身体器官因缺血缺氧会出现各种病理变化甚至衰竭。

### 肺休克
肺休克指严重休克患者晚期发生的呼吸衰竭。肺部出现肺出血，肺水肿，肺不张，微血栓形成，肺泡透明膜形成和飞虫量增加。

### 肾休克
肾休克指机体在持续致病因素作用下，交感-肾上腺系统持续兴奋，儿茶酚胺分泌增多而引起腹腔血管痉挛，导致的急性肾功能衰竭。

### 胰腺和心脏
胰因在休克过程中严重缺血，导致外分泌腺细胞溶酶体膜破裂，释放心抑制因子。它具有抑制心肌收缩性，抑制单核吞噬细胞，收缩腹腔内脏小血管的作用，使病情进一步恶化。而由外科疾病引起的休克，往往都需要手術處理造成休克的原發病變，如內出血的止血、切除已壞死的腸道，或對於傷口組織感染進行清創及膿瘍引流等

## 休克的防治
- 去除病因
- 纠正酸中毒
- 扩充血容量
- 应用血管活性物质
- 防治器官功能衰竭